# Питт, Брэд (боксёр)
Брэдли Майкл Питт (англ. Bradley Michael Pitt; род. 8 ноября 1981 года) — австралийский боксёр-любитель, участник Олимпийских игр 2008.

## Любительская карьера
Принимал участие на чемпионате мира в 2005 году, и проиграл в первом туре россиянину, Александру Алексееву.
Самый большой успех Брэда Питта в любительской карьере пришёл в 2006 году, когда Питт завоевал золото на Играх Содружества.
Попытал счастье Питт и на чемпионате мира 2007 года, но так же проиграл в первом туре, Брэдда перебоксировал боксёр из Китая, Юйшань Ницзяти 15:27.
На Олимпиаде 2008 года в Пекине в весовой категории до 91 кг на первом же круге проиграл американцу Деонтею Уайлдеру (6-10).

## Профессиональная карьера
Профессиональную карьеру Питт начал в 2009 году в первом тяжёлом весе.
13 мая 2011 года Питт нокаутировал во втором раунде соотечественника Дэниэля Аммана (21-4-1) и завоевал титул чемпиона Австралии.
В ноябре 2011 года Питт нокаутировал в 5-м раунде россиянина Виктора Оганова и завоевал титулы чемпиона Азии и тихоокеанского региона по версиям OPBF и IBO.
В 2012 году провёл два рейтинговых поединка которые так же выиграл.
9 апреля 2014 года проиграл нокаутом новозеландцу, Дэвиду Алоуа.
22 ноября 2014 года в Австралии Брэд Питт выиграл турнир Super 8 в первом тяжёлом весе. За победу на турнире Питт получил 50 000 долларов США. Питт одержал победы над Даниэлем Амманом (30-7), Вайтеле Сои (24-0) и Джозефом Квайо (21-7).